# Ruwe haai
De ruwe haai (Galeorhinus galeus), ook wel Australische haai of steenhaai genoemd, is een haai uit de familie van de gladde haaien. De wetenschappelijke naam van de soort werd als Squalus galeus in 1758 gepubliceerd door Carl Linnaeus.

## Natuurlijke omgeving
De ruwe haai komt wijdverbreid voor in zeegebieden met een gematigde temperatuur. Meer in detail:
- Het westen van de Atlantische Oceaan, van het zuiden van Brazilië tot Argentinië[6]
- Het oosten van Atlantische Oceaan, van IJsland[9] tot Zuid-Afrika[10] inclusief de Middellandse Zee[6]
- Het westen van de Indische Oceaan bij Zuid-Afrika
- Het westen van de Grote Oceaan bij Australië[11] en Nieuw-Zeeland[12]
- Het oosten van de Grote Oceaan bij Hawaï,[13] van Canada (Brits-Columbia)[14] tot het zuiden van Neder-Californië (Golf van Californië, Mexico),[6] en bij Peru[6] en Colombia.

## Status in Nederlandse kustwateren
Evenals de gevlekte gladde haai komt de ruwe haai voor in de zuidelijke Noordzee. Langs de Nederlands kust werd deze haai tot in de jaren 1960 regelmatig gevangen en daarna steeds minder. Nijssen, H. & de Groot, S.J. (1987) meldden dat de soort sporadisch werd gevangen. De soort staat als ernstig bedreigd op de internationale Rode Lijst van de IUCN. Sinds 2011 neemt het aantal vangsten in de Nederlandse kustwateren weer toe en in 2015 werden in de Waddenzee pas geboren ruwe haaien gevangen door garnalenvissers.

## Synoniemen
- Squalus galeus Linnaeus, 1758
  - Eugaleus galeus (Linnaeus, 1758)
- Galeus vulgaris Fleming, 1828[16]
- Galeus canis Bonaparte, 1834[17]
- Galeus nilssoni Bonaparte, 1846[18]
- Galeus communis Owen, 1853[19]
- Galeus linnei Malm, 1877[20]
- Galeus australis Macleay, 1881[21]
  - Galeorhinus australis (Macleay, 1881)
  - Notogaleus australis (Macleay, 1881)
- Galeorhinus zyopterus Jordan & Gilbert, 1883[22]
  - Galeus zyopterus (Jordan & Gilbert, 1883)
- Galeus chilensis Perez Canto, 1886[23]
  - Galeorhinus chilensis (Perez Canto, 1886)
- Galeus molinae Philippi, 1887[24]
- Carcharhinus cyrano Whitley, 1930[25]
- Galeorhinus vitaminicus De Buen, 1950[26]